# Římskokatolická farnost Bavorov
Římskokatolická farnost Bavorov je územním společenstvím římských katolíků v rámci strakonického vikariátu Českobudějovické diecéze.

## O farnosti

### Historie
Městečko Bavorov bylo založeno již koncem 13. století, a k roku 1366 se zde prvně připomíná plebánie. Kostel vystavěn v letech 1370–1389 rožmberskou stavební hutí. Stavbu inicioval Jan I. z Rožmberka se svou manželkou. Roku 1604 byla ke kostelu přistavěna druhá věž. Původně dvojlodní kostel v roce 1649 vyhořel, a Eggenbergové jej nechali opravit. Tehdy bylo zřízeno trojlodí. V letech 1905–1908 byl pak kostel upraven podle plánů Josefa Mockera do podoby existující dodnes.

#### Duchovní správci
- 1706–1730 R.D. Fabián Ritter (děkan)
- 1865–1886 R.D. Jan Mácha (děkan)
- 1886–1894 R.D. Tomáš Žlábek (děkan)
- do r. 1960 R.D. Jan Pelikán (děkan)
- 1960–2001 J.M. can. František Hobizal (děkan, + ex currendo Bílsko, Dub a Lomec)
- 2001–2004 R.D. Ing. Viktor Frýdl (administrátor)
- 2004–2006 R.D. Mariusz Ratyński (administrátor)
- 2006 – 30. 6. 2010 P. ThDr. Patrik Prokop Maturkanič, CFSsS (administrátor ex currendo z Lomce)
- od 1. 7. 2010 J.M. can. Miroslav Nikola (administrátor, + ex currendo Bílsko)

### Současnost
Farnost Bavorov je obsazena knězem a ten je zároveň ex currendo administrátorem ve farnosti Bílsko.
| Kostel                         | Místo     | Bohoslužba                  | Bohoslužba             | Poznámka        |
| ------------------------------ | --------- | --------------------------- | ---------------------- | --------------- |
| Kostel Nanebevzetí Panny Marie | Bavorov   | neděle středa čtvrtek pátek | 8.00 17.00             | farní kostel    |
| Kostel sv. Jiljí               | Blanice   | neslouží se pravidelně      | neslouží se pravidelně | filiální kostel |
| Kaple                          | Blanička  | neslouží se pravidelně      | neslouží se pravidelně | obecní kaple    |
| Kaple Panny Marie              | Čichtice  | neslouží se pravidelně      | neslouží se pravidelně | obecní kaple    |
| Kaple                          | Dvorec    | neslouží se pravidelně      | neslouží se pravidelně | obecní kaple    |
| Kaple                          | Svinětice | neslouží se pravidelně      | neslouží se pravidelně | obecní kaple    |